# سیارک ۱۴۷۲۷
سیارک ۱۴۷۲۷ (به انگلیسی: 14727 Suggs، نامگذاری:2000DU11) چهارده هزار و هفتصد و بیست و هفتمین سیارک کشف شده‌است که در ۲۷ فوریه ۲۰۰۰ کشف شد.
قدر مطلق سیارک برابر ۹.۸ است.